# Gynoplistia (Gynoplistia) biarmata biarmata
Gynoplistia (Gynoplistia) biarmata biarmata is een ondersoort van de tweevleugelige Gynoplistia (Gynoplistia) biarmata uit de familie steltmuggen (Limoniidae). De ondersoort komt voor in het Neotropisch gebied.